# Magaria/Vitti 'na crozza
Magaria/Vitti 'na crozza è il quattordicesimo singolo di Domenico Modugno.

## Il disco
Il disco ebbe all'epoca un successo discreto.
La prima canzone è di Modugno, la seconda invece, famosissima, è accreditata come canto popolare siciliano del 1800 (ma in realtà venne scritta dal maestro Franco Li Causi per quel che riguarda la musica, che accompagna un testo che lo stesso Li Causi aveva ascoltato recitato da un anziano minatore, Giuseppe Cibardo Bisaccia, e venne proposta nel film Il cammino della speranza di Pietro Germi del 1950), riadattato da Modugno solo con la chitarra: queste incursioni di Modugno nel folklore siciliano convinsero sempre di più il pubblico che lui venisse da quella regione.

La prima canzone fu reincisa nel 1972, la seconda non fu mai più reincisa da Modugno, ma venne ristampata dalla RCA Italiana in molte antologie.